# Filip Dominik Bordini
Filip Dominik Bordini (Skradin, 3. kolovoza 1775. − Hvar, 25. srpnja 1865.) je bio hrvatski rimokatolički svećenik. Bio je biskup šibenski i hvarski biskup. U izvorima na talijanskom je pod imenom Filippo Domenico Bordini.

## Životopisi
Rodio se je u Skradinu 1775. godine. Školovao se u Loretu. Za svećenika se je zaredio 1798. godine. U Skradinu je bio kanonik i kaptolski vikar. Predavao je u šibenskoj gimnaziji. Jedan od njegovih poznatih učenika bio je Nikola Tommaseo. 1826. je godine izabran za šibenskog biskupa, lipnja 1827. potvrđen, a koncem studenoga 1827. posvetio ga je za biskupa zadarski nadbiskup Josip Novak. 1838. je određen, a 1839. potvrđen za hvarskog biskupa.
Objavio je dvije poslanice koje su mu objavljene u Zadru. Zaredio je za biskupa Vjekoslava (Alojzija) Mariju Pinija.